# Escut de Benigembla
L'escut de Benigembla és un símbol representatiu oficial de Benigembla, municipi del País Valencià, a la comarca de la Marina Alta. Té el següent blasonament:
| « | Escut quadrilong de punta redona. De sinople, el mur d'or, maçonat de sable, sostingut d'ones d'argent i atzur, sobremuntat d'un cairó, amb els pals d'Aragó. Al timbre, una corona reial oberta. | » |

## Història

Escut de Benigembla entre 1989 i 2003.

L'escut s'aprovà primerament per Orde de 30 de gener de 1989, de la Conselleria d'Administració Pública, publicada en el DOGV núm. 1.015 de 28 de febrer de 1989.
Posteriorment es modificà el timbre per adaptar-lo a l'heràldica municipal valenciana per Resolució de 25 de novembre de 2003, del conseller de Justícia i Administracions Públiques, publicada en el DOGV núm. 4.648, d'11 de desembre de 2003.
El mur simbolitza les restes de l'antic castell de Pop, d'origen islàmic, i alhora representa els murs del Ribàs, que circumval·len la part oest del poble i el protegeixen de les crescudes del riu Xaló, al qual al·ludeixen les ones d'argent i atzur. Els quatre pals recorden la pertinença al Regne de València.